# スロープスタイル

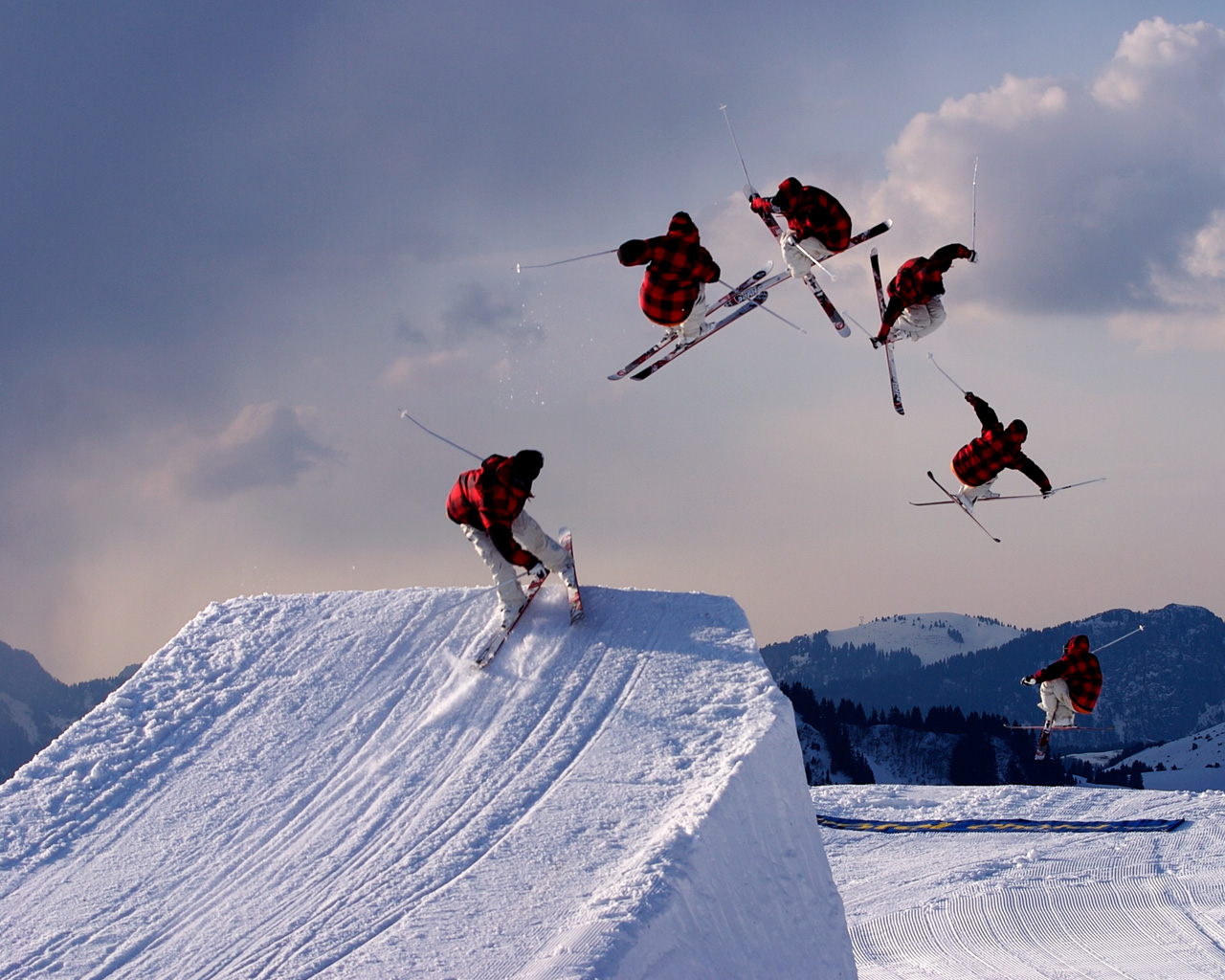

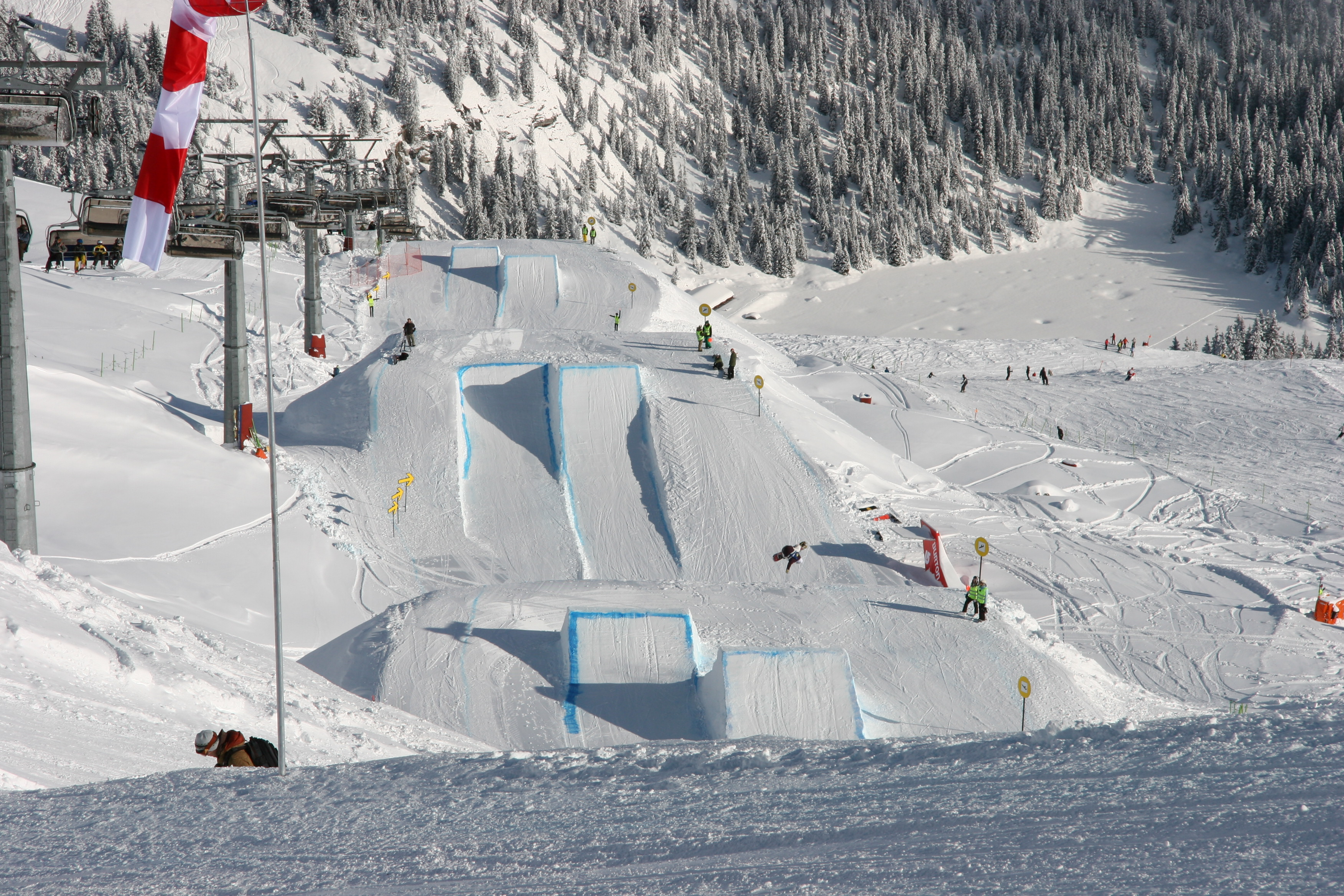
バートンヨーロピアンオープン2008スロープスタイルのコース

スロープスタイル（英語: Slopestyle、略称：SS）は、スノーボード、フリースタイルスキーの競技の一つ。

## 歴史
- 1997年のX Games大会の衝撃

スノーボードのスロープスタイルは1997年のX Games大会のおかげで多くの人々に知られるようになった。1997年のX Gamesは（それまであまり人々に知られていなかった）スロープスタイル競技を含んでおり、38000人を超える観客が参加し、スロープスタイルというものを初めて大規模に放送し、21の言語で、198もの国で放送された。
1997年のX Gamesの放送が、スロープスタイル競技に大きな影響を与えたことは間違いない。その放送の視聴者の人数が膨大だったということだけでなく、視聴者たちはこの放送で、それまでに見たことがない、新しいスポーツ表現を眼にすることになり、強い衝撃を受けた。ダニエル・フランクがフロントサイドのロデオを飛び、ジム・リッピーやロブ・キングウィルが技をキメ、バレット・クリスティがスロープスタイルとビッグエアでダブルで金を獲得したのを目撃し、当時の人々の感覚で言うと、まるで「サーカス」のようなものを視聴者たちは目撃したのである。その自由さ、各自が工夫できる面白さ、熱気などを感じとり、人々はスロープスタイルに熱狂しはじめた。
日本では2000年2月に上越国際スキー場で初の国内大会「SlopeStyle Y2K in 上越国際」で開催された。
2014年冬季オリンピックよりスノーボード、スキーともに新種目に採用された。

## コース

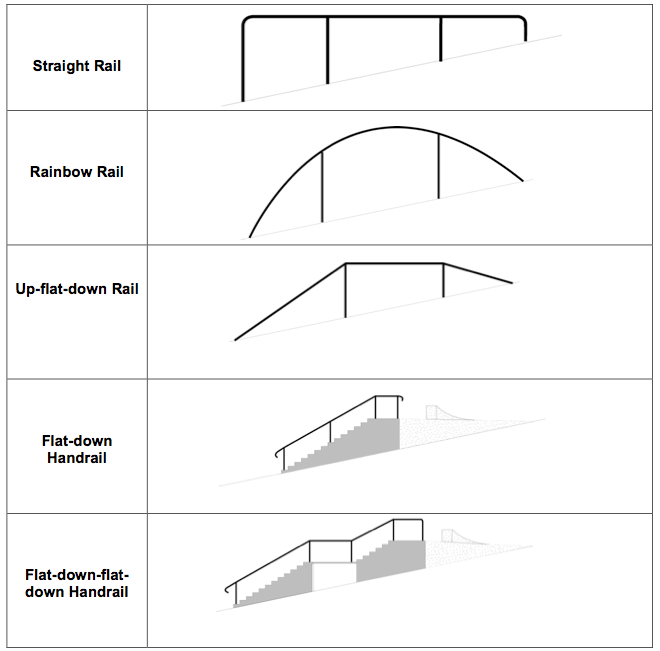
レールのイメージ

ジブと呼ばれるレールやボックスと、エア（技）を見せるジャンプ台を複数設置する。

## 主な大会
- Winter X GAMES
- オリンピックのフリースタイルスキー競技
- フリースタイルスキー・ワールドカップ
- フリースタイルスキー世界選手権
- フリースタイルスキージュニア世界選手権
- コンチネンタルカップ
  - フリースタイルスキー・ノースアメリカンカップ
  - フリースタイルスキー・ヨーロッパカップ
  - フリースタイルスキー・オーストラリアン・ニュージーランドカップ
- スノーボード世界選手権
- スノーボード・ワールドカップ
- ナショナルチャンピオンシップ
  - 全日本フリースタイルスキー選手権大会
- 全日本スノーボード選手権大会
- 全日本学生スノーボード選手権大会
- 全日本スノーボードテクニカル選手権大会
- PSA ASIAスノーボードプロツアー
- 全日本スキー選手権大会スノーボード競技
- エアーミックス
- JSBAナショナルチャンピオンシップ
- ISA全日本学生スノーボード大会
- USASA全米選手権
- BURTONグローバルオープンシリーズ
- The Slope（現在のSLOPESTYLE）
- デューツアー
- アークティックチャレンジ
- USスノーボーディンググランプリ
- ビラボンフラントイット
- レッドブル南山オープン
- オニールプレジャージャム
- ザ・マイルハイ
- スウォッチTTRワールドスノーボードツアー

## 主な選手

### スノーボード選手
男子
- アレクサンダー・オーストレング
- イェルムン・ブラーテン（w:Gjermund Bråten）
- 稲村奎汰
- 稲村樹
- エミール・ウルスレッテン（w:Emil André Ulsletten）
- エリック ウィレット
- エリック・ボーシュマン
- カイル・マック（w:Kyle Mack）
- 角野友基
- クリス・コーニング
- ジェイミー・ニコルズ（w:Jamie Nicholls (snowboarder)）
- スヴェン・ソーグレン（w:Sven Thorgren）
- スコット・ジェームス（w:Scott James）
- ステール・サンドベック（w:Ståle Sandbech）
- セージ・コッツェンバーグ（w:Sage Kotsenburg）
- セッペ・スミッツ（w:Seppe Smits）
- セバスチャン・トータント（w:Sebastien Toutant）
- ダーシー・シャープ（w:Darcy Sharpe）
- タイラー・ニコルソン
- チャールズ・リード（w:Charles Reid (snowboarder)）
- チャズ・グルデモン（w:Chas Guldemond）
- デイヴィス・ブランドン
- トースタイン・ホグモ（w:Torstein Horgmo）
- トルゲイル・バーグレム（w:Torgeir Bergrem）
- ニコラス・バーデン
- ニクラス マットソン（w:Niklas Mattsson）
- ブランドン・デイヴィス
- ブレージ・リッチンバーグ
- ビリー・モーガン（w:Billy Morgan (snowboarder)）
- ピートゥ・ピロイネン（w:Peetu Piiroinen）
- マーカス・クリーブランド
- マーク・マクモリス（w:Mark McMorris）
- マックス･パロット（w:Maxence Parrot）
- マルクス・オリムスタッド
- マンズ・ヘッドバーグ
- 宮澤悠太朗
- モンス・ロイスランド
- ライアン・スタッセル（w:Ryan Stassel）
- ローペ・トンテリ（w:Roope Tonteri）
- 渡邊隆志
- 脇田壮希
- 脇田朋碁
- 大塚健
- 大崎雅人

女子
- アンナ・ガッサー（w:Anna Gasser）
- イザベル・デルングス（w:Isabel Derungs）
- エイミー・フラー（w:Aimee Fuller）
- エニ・ルカヤルビ（w:Enni Rukajärvi）
- エレナ・ケンツ（w:Elena Könz）
- 鬼塚雅
- カーリー・ショー（w:Karly Shorr）
- クリスティー・プライア（w:Christy Prior）
- ケイティ・オーメロッド
- 佐藤亜耶
- 佐藤夏生
- サム・デニーナ
- シーナ・キャンドリアン（w:Sina Candrian）
- シャールカ・パンチョホヴァー（w:Šárka Pančochová）
- ジェイミー・アンダーソン（w:Jamie Anderson）
- ジェシカ・ジェンソン（w:Jessika Jenson）
- ジェニー・ジョーンズ（w:Jenny Jones）
- シェリル・マース（w:Cheryl Maas）
- シリエ・ノレンダル（w: Silje Norendal）
- ジュリア・マリノ
- シルビア・ミッターミューラー
- スペンサー・オブライン（w:Spencer O'Brien）
- タイ・ウォーカー（w:Ty Walker）
- チャースティ・バース（w:Kjersti Buaas）
- 冨田せな
- 斗鬼雅美
- 広野あさみ
- 藤森由香
- ヘイリー・ラングランド（w:Hailey Langland）
- 星野文香
- マリカ・エンネ（w:Merika Enne）
- 村瀬心椛
- 芳家里菜
- 吉沢こずも

### スキー選手
男子
- アレックス・シュロピー
- アレックス・ベルマール
- アンティ・オリア
- アンティ＝ユッシ・ケンパイネン
- アンドリ・ラゲットリ
- アンドレアス・ホートヴェイト
- アントワーヌ・アドゥリス
- クリストファー・レイカー
- ジェスパー・ジェイダー
- ジェレミー・パンクラス
- ヴィンセント・ガニエ
- エリアス・アンビュール
- オーステン・ブラーテン
- オスカー・ウェスター
- カイ・マーラー
- ガス・ケンワージー
- キャンディッド・トベックス
- クリストファー・レイカー
- サイモン・デュモン
- サミー・カールソン
- ジェームズ・ウッズ
- ジョサイア・ウェルズ
- ジェスパー・ジェイダー
- ジョス・クリステンセン
- シリル・ハンツィカー
- ターナー・ホール
- ティール・ハール
- ティル・マッティ
- デービッド・ワイズ
- トム・ウォリッシュ
- トリン・イェーター＝ウォレス
- ニック・ゲッパー
- ノア・ウォレス
- ノア・モリソン
- ピーケー・ハンダー
- ファビアン・ベッシュ
- フェリックス・ストリッズバーグ＝ウステルッド
- ヘンリク・ハーロウ
- ボー＝ジェームズ・ウェルズ
- ボビー・ブラウン
- マクレイ・ウィリアムズ
- マット・ウォーカー
- ライマン・カリアー
- ライリー・カルバー
- ラス・ヘンショー
- ラス・ヘンショー
- ルカ・シューラー
- ロビー・フランコ
- 山本泰成
- 米谷優

女子
- アンナ・シーガル（w:Anna Segal）
- エンマ・ダールストローム（w:Emma Dahlström）
- カヤ・トゥルスキ（w:Kaya Turski）
- キム・ラメーア（w:Kim Lamarre）
- 佐藤瞳
- ケリー・シルダル
- ケリー・ハーマン（w:Keri Herman）
- シルヴィア・ベルターニャ（w:Silvia Bertagna）
- ダラ・ハウエル（w:Dara Howell）
- ティリル・ショースタ・クリスティアンセン（w:Tiril Sjåstad Christiansen）
- デヴィン・ローガン（w:Devin Logan）
- リサ・ツィマーマン（w:Lisa Zimmermann）
- 高尾千穂
- ユキ・ツボタ
- ヨハンネ・キリ（w:Johanne Killi）